# Encarsia macoensis
Encarsia macoensis is een vliesvleugelig insect uit de familie Aphelinidae. De wetenschappelijke naam is voor het eerst geldig gepubliceerd in 2007 door Abd-Rabou & Ghahari.